# Mölndal centrum
Mölndals Innerstad består av ett torg och ett antal affärsgator i Mölndals kommun som har cirka 70 000 invånare.
År 2006 började planeringen för ombyggnad av centrum-området. Allting beräknades att stå färdigt till påsk 2012. Under våren 2011 drog sig byggherren Steen & Ström ur projektet. Mölndals stad har nu istället ett samarbete med NCC och Riksbyggen för att utveckla centrum. Byggnadsarbetena startade under hösten 2015.
I dagsläget fungerar Mölndals Innerstad som shoppingstråk med närhet till stadsbibliotek, Folkets Hus - Möllan, Stadshuset, Fässbergskyrkan och Mölndals resecentrum, Göteborgsregionens näst största kollektivtrafikknutpunkt med mer än 3 miljoner omstigande passagerare varje år. Som shoppingområde påverkas området av hård konkurrens av Frölunda torg, särskilt för bilburna, medan kollektivtrafikresenärer gärna åker till Nordstan för att shoppa.[källa behövs]
Mölndals resecentrum har lokala, regionala, nationella och internationella resmöjligheter. Ett antal busslinjer, bland annat stombuss 25, passerar Storgatan, i västra delen av centrum. Spårvagnslinjerna 2 och 4 vänder vid Mölndals resecentrum, där också pendeltåg, Öresundstågen Göteborg - Köpenhamn samt flera busslinjer stannar.